# Súplica de Inês de Castro (Vieira Portuense)
A Súplica de Inês de Castro é uma pintura a óleo sobre tela do pintor português Vieira Portuense (1765-1805), de cerca de 1802 e que se encontra actualmente na colecção da Culturgest.
A pintura, ilustrando o texto de Os Lusíadas, representa a súplica de Inês de Castro ao rei, súplica que não foi atendida, atendendo ao seu fim trágico que ocorreu a 7 de janeiro de 1355, após o rei D. Afonso IV concordando com os seus conselheiros ter dado a ordem do assassinato da mulher do seu filho, o infante D. Pedro, o que veio a suceder no paço de Santa Clara, em Coimbra, onde ela vivia.
A obra de Vieira Portuense muito provavelmente foi executada para a coleção real, então no Palácio da Ajuda, em 1802, e em 1807 foi levada para o Brasil por D.João VI, tendo permanecido provavelmente na colecção de Pedro II do Brasil, no Palácio de São Cristóvão, no Rio de Janeiro, até à proclamação da república no país, altura em que regressou à Europa. Reapareceu em 2008 em Paris, para ser vendida em leilão por Pierre Bergé & Associés em 25-06-2008 por 210.000 euros.

## Descrição
A pintura de Vieira Portuense representa parcialmente a Estrofe 125 do Canto Terceiro de Os Lusíadas de Luís de Camões, que canta assim a súplica de Inêsː
Para o céu cristalino alevantando

Com lágrimas os olhos piedosos 

(Os olhos, porque as mãos lhe estava atando 

Um dos duros ministros rigorosos), 

E depois nos meninos atentando, 

Que tão queridos tinha e tão mimosos, 

Cuja orfandade como mãe temia, 

Para o avô cruel assim dizia:

Ao contrário do Drama de Inês de Castro de Columbano, e como dizem os versos, Vieira Portuense não coloca na sala nenhum dos algozes, mas apenas a suplicante com dois filhos e o rei que tem um dos netos a abraçá-lo. Atrás de uma cortina, na sala contígua, aparecem então dois cortesãos a espreitar a cena.
O ambiente geral da sala, não obstante o que se advinha que ocorrerá em breve, é de conforto, tendo Vieira utilizado móveis e decoração que parecem da sua época, designadamente o sofá e a jarra que coloca sobre a cómoda, podendo comparar-se esta com os exemplos de pintura e de mobiliário de época próxima à da pintura em Galeria.
Parece que Vieira também não teve a preocupação de dotar os intervenientes das roupas que usavam no século XIV, verificando-se algum anacronismo também neste aspecto.

## História
A correspondência entre Vieira e o impressor Giambattista Bodonide Parma comprova que em junho de 1798 Francisco Vieira, em Londres, começou a pintar dez telas destinadas a ilustrar os dez Cantos do poema Os Lusíadas de Luís de Camões, encomendadas por um editor português tendo em vista uma nova e sumptuosa edição ilustrada.
De acordo com o Dicionário Histórico de 1904-15, Rodrigo de Sousa Coutinho, conde de Linhares, inspector da Imprensa Régia, decidiu fazer uma edição luxuosa de Os Lusíadas, ilustrada com estampas representativas dos passagens mais notáveis do poema, que acabou por não realizar-se, mas tendo encarregado Francisco Vieira Portuense de fazer as ilustrações.
Francisco Vieira elaborou dez esquissos para a ilustração de Os Lusíadas que pertencem a coleção privada. O Museu Nacional de Arte Antiga de Lisboa possui pequenas réplicas de três deles, executadas provavelmente sob a direção de Vieira. Nos dez esquissos originais, encontra-se a primeira ideia da pintura sobre Inês de Castro ainda que com algumas diferenças, pois os filhos eram três e o quadro na parede, "quadro dentro de quadro", representava o retrato de um homem a meio corpo e não a cavalo.
Um desenho preparatório conserva-se no Museu Nacional de Arte Antiga aproximando-se da obra final pois são duas as crianças que figuram junto a Inês, mas o quadro na parede está vazio.
Para agradecer as mercês reais recebidas, Francisco Vieira Portuense concluiu para a galeria real dois quadros que representam, um o Desembarque de Vasco da Gama na Índia, e outro D. Inês de Castro ajoelhada com os filhos perante o rei D. Afonso. Estes quadros foram depois levados com outras pinturas para o Rio de Janeiro.
Não se conhece o percurso da pintura desde a sua localização no Brasil, em meados do século XIX, até ao seu reaparecimento em França, onde se estava atribuída ao pintor italiano Giuseppe Cades (1750-1799), tendo sido Maria Teresa Caracciolo, estudiosa deste pintor italiano e grande conhecedora da pintura portuguesa do período, que identificou a Súplica de Inês de Castro como obra de Vieira Portuense e elaborou a ficha crítica da pintura no catálogo do leilão em que foi vendida.

## Fundamento histórico
Inês de Castro, fidalga galega do reino de Castela, veio para Portugal como aia de Constança Manuel quando esta se casou com o infante herdeiro Pedro. Mas Pedro e Inês acabaram por apaixonar-se, e o seu romance levou D. Afonso IV a ordenar o exílio de Inês para Castela.
O afastamento, porém, não apagou o amor entre Pedro e Inês, e após a morte de Constança, em 1345, ao dar à luz o futuro rei D. Fernando, Pedro, contra a vontade do pai, fez com que Inês regressasse passando a viver juntos, o que provocou grande desavença entre o rei e o infante.
Afonso IV tentou ainda casar o filho com uma dama de sangue real, mas Pedro opôs-se a tal solução. Fruto da vida em comum, Pedro e Inês tiveram quatro filhos: Afonso, em 1346 (que morreu pouco depois de nascer), Beatriz em 1347, João em 1349 e Dinis em 1354.
Ocorreu então o receio de que a família dos Castros conspirava para assassinar o infante herdeiro D. Fernando, de modo a que subisse ao trono o filho mais velho de Inês de Castro, o que levou o Rei e o seu Conselho a decidirem pelo assassínio de Inês, o que veio a acontecer a 7 de Janeiro de 1355, no paço de Santa Clara, em Coimbra.

## Galeria

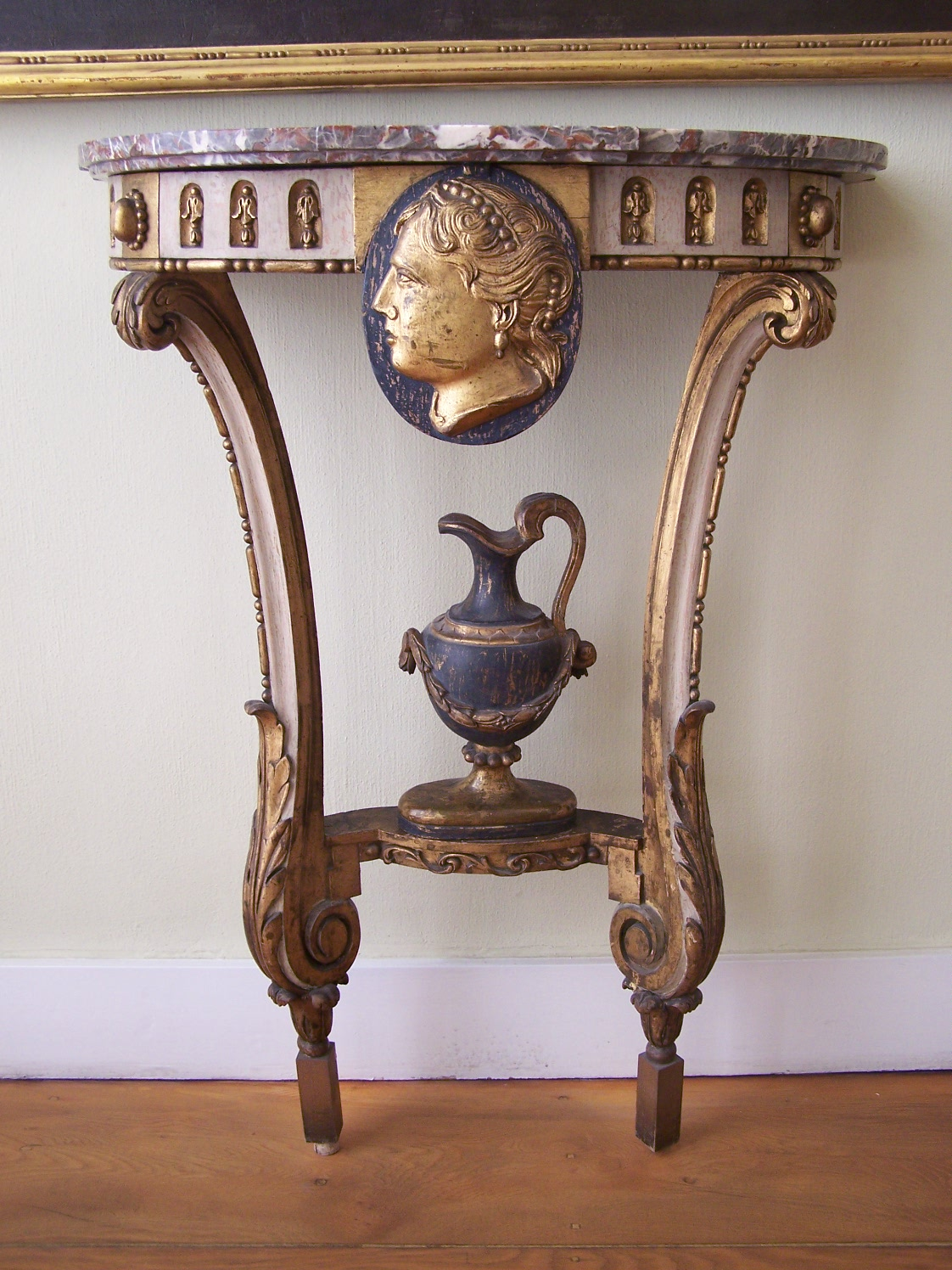
Consola com Jarra de estilo Diretório
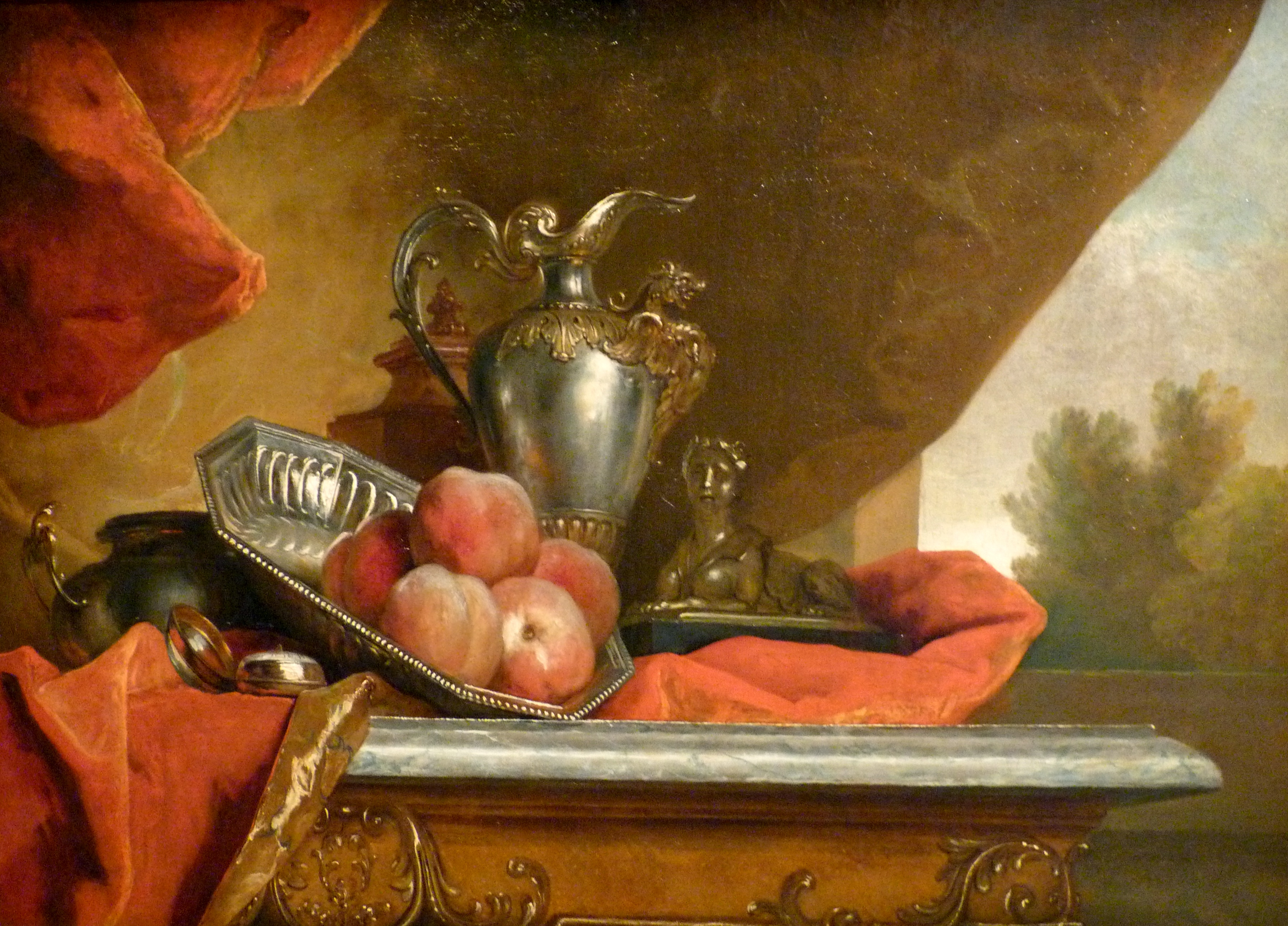
Natureza Morta de Nicolas de Largillière, de 1725